# Клер ди Боа
Клер ди Боа (фр. Cléré-du-Bois) насеље је и општина у централној Француској у региону Центар (регион), у департману Ендр која припада префектури Шаторо.
По подацима из 2011. године у општини је живело 284 становника, а густина насељености је износила 7,86 становника/km². Општина се простире на површини од 36,13 km². Налази се на средњој надморској висини од 132 метара (максималној 147 m, а минималној 95 m).

## Демографија
| 1962. | 1968. | 1975. | 1982. | 1990. | 1999. | 2011. |
| ----- | ----- | ----- | ----- | ----- | ----- | ----- |
| 465   | 547   | 434   | 373   | 298   | 267   | 284   |

График промене броја становника у току последњих година